# Брајтшајдт
Брајтшајдт (њем. Breitscheidt) општина је у њемачкој савезној држави Рајна-Палатинат. Једно је од 119 општинских средишта округа Алтенкирхен (Вестервалд). Према процјени из 2010. у општини је живјело 1.018 становника. Посједује регионалну шифру (AGS) 7132013.

## Географски и демографски подаци
Брајтшајдт се налази у савезној држави Рајна-Палатинат у округу Алтенкирхен (Вестервалд). Општина се налази на надморској висини од 285 метара. Површина општине износи 3,7 km². У самом мјесту је, према процјени из 2010. године, живјело 1.018 становника. Просјечна густина становништва износи 278 становника/km².